# イシューブ
イシューブ（ヘブライ語: ישוב）は、イスラエル建国前のパレスチナ地域におけるユダヤ人の共同体である。

## 概要
西暦70年のローマ帝国軍とのエルサレム占領により、ユダヤ人は弾圧されパレスチナから追放され安住の地を求め離散した。しかし、ローマ軍に占領された旧領土に留まったユダヤ人は、独自の共同体を持ち続けた（旧イシューブ）。旧領土に留まったユダヤ人のうちイスラム教やキリスト教に改宗し、アラビア語を話すようになった人々の子孫がパレスチナ人である、という説もある。
その後、19世紀後半にヨーロッパ諸国から離散したユダヤ人の子孫がパレスチナに「帰還」し、当時のオスマン帝国ならびに英国委任統治領であったパレスチナに新たなユダヤ人共同体を構築した（新イシューブ）。